# Tous les sens
Albums de Ariane Moffatt
Le Cœur dans la tête
(2005) MA
(2012)
Tous les sens est le troisième album de la chanteuse québécoise Ariane Moffatt, sorti en 2008.

## Liste des titres
| No  | Titre                                           | Durée |
| --- | ----------------------------------------------- | ----- |
| 1.  | La Fille de l'iceberg                           | 3:36  |
| 2.  | Briser un cœur                                  | 3:09  |
| 3.  | Je veux tout                                    | 3:03  |
| 4.  | Tes invectives                                  | 3:51  |
| 5.  | L'Équilibre                                     | 4:29  |
| 6.  | Éternel instant présent                         | 3:59  |
| 7.  | Réverbère                                       | 2:39  |
| 8.  | En l'air (intermède)                            | 1:07  |
| 9.  | Tous les sens                                   | 3:01  |
| 10. | Jeudi 17 mai                                    | 3:17  |
| 11. | Perséides                                       | 5:21  |
| 12. | Hiver Mile End                                  | 2:52  |
| 13. | Never (Let Me Go) (édition française)           | 4:27  |
| 14. | Mba a bhécfê (je veux tout) (édition française) | 4:08  |

## Classements
| Pays     | Meilleure Position |
| -------- | ------------------ |
| France   | 68                 |
| Belgique | 88                 |
| Canada   | 2                  |